# Oeganda op de Gemenebestspelen

Vlag van Oeganda

Oeganda is een van de landen die deelneemt aan de Gemenebestspelen (of Commonwealth Games). Sinds 1954 heeft Oeganda zestienmaal deelgenomen. In totaal over deze zestien edities won Oeganda 58 medailles.

## Medailles
| Oeganda op de Gemenebestspelen | Oeganda op de Gemenebestspelen | Oeganda op de Gemenebestspelen | Oeganda op de Gemenebestspelen | Oeganda op de Gemenebestspelen | Oeganda op de Gemenebestspelen |
| ------------------------------ | ------------------------------ | ------------------------------ | ------------------------------ | ------------------------------ | ------------------------------ |
| Jaar                           | Goud                           | Zilver                         | Brons                          | Totaal                         | Rang                           |
| 1954                           | -                              | 1                              | -                              | 1                              | 14                             |
| 1958                           | -                              | 1                              | -                              | 1                              | 17                             |
| 1962                           | 1                              | 1                              | 4                              | 6                              | 11                             |
| 1966                           | -                              | -                              | 3                              | 3                              | 21                             |
| 1970                           | 3                              | 3                              | 1                              | 7                              | 9                              |
| 1974                           | 2                              | 4                              | 3                              | 9                              | 10                             |
| 1982                           | -                              | 3                              | -                              | 3                              | 18                             |
| 1990                           | 2                              | -                              | 2                              | 4                              | 11                             |
| 1994                           | -                              | -                              | 2                              | 2                              | 24                             |
| 1998                           | -                              | -                              | 1                              | 1                              | 32                             |
| 2002                           | -                              | 2                              | -                              | 2                              | 30                             |
| 2006                           | 2                              | -                              | 1                              | 3                              | 15                             |
| 2010                           | 2                              | -                              | -                              | 2                              | 18                             |
| 2014                           | 1                              | -                              | 4                              | 5                              | 18                             |
| 2018                           | 3                              | 1                              | 2                              | 6                              | 15                             |
| 2022                           | 3                              | -                              | 2                              | 5                              | 16                             |